# Kemp Lake
Der Kemp Lake ist ein rechteckiger, 500 langer und 300 m breiter See im ostantarktischen Kempland. Er liegt östlich des Mulebreen und 300 m westlich des Kemp Peak. Über einen Kanal nordwestlich des Kemp Peak besteht eine Verbindung zur Stefansson Bay.
Das Antarctic Names Committee of Australia benannte den See 1992 nach dem benachbarten Berg. Dessen Namensgeber ist der britische Meeresbiologe und Ozeanograph Stanley Wells Kemp (1882–1945), leitender Wissenschaftler der britischen Discovery Investigations von 1924 bis 1936.